# Tchaplynka
Tchaplynka (en ukrainien : Чаплинка) est une commune urbaine de l'oblast de Kherson, en Ukraine.

## Géographie
Tchaplynka est situé à 145 km au sud-est de Kherson.

## Histoire
Durant la Seconde Guerre mondiale, Tchaplynka est occupée par les forces armées allemandes le 12 septembre 1941 dans le cadre de l'invasion de l'Union soviétique par l'Allemagne nazie. Les familles juives sont chassées ou assassinées. Tchaplynka est libérée par l'Armée rouge le 31 octobre 1943.
Le 24 février 2022, la ville est occupée par les forces armées de la fédération de Russie dans le cadre de leur invasion de l'Ukraine.

## Population
| 1959  | 1970  | 1979  | 1989   | 2001   | 2013  |
| ----- | ----- | ----- | ------ | ------ | ----- |
| 4 515 | 6 638 | 8 925 | 10 559 | 10 619 | 9 691 |

Sources : 1959–1989 .